# بي بي بورد
بي بي بورد هو برنامج إدارة منتديات تفاعلية حوارية مجاني يصنف من البرمجيات الحرة ومفتوحة المصدر، البرنامج مكتوب بلغة بي أتش بي ويشغل قاعدة بيانات ماي سيكويل ويخضع لرخصة جنو جي بي أل. من مميزات البرنامج الدمج بين تصميم معياري، كما أنه متعدد اللغات ويتميز بالخفة والحماية والسرعة إضافة للوحة تحكم إدارة شاملة مع وجود نظام الإضافات البرمجية (الهاكات) وقوالب متعددة والعديد من الميزات الأخرى، ويتميز أيضا بسهولة في التركيب والتحكم. يتوفر للبرنامج دعم فني متواصل وتحديثات فورية للأخطاء.

## نشأة بي بي بورد
تأسس بي بي بورد في 2009 اعتماداً على نواة برمجية للنظام تم كتابتها من قبل محمد قاسم حسين عام 2008 كانت مخصصة للجيل الثاني من برنامج منتديات ماي سمارت بي بي كمشروع حر مفتوح المصدر. بسبب قلة المطورين وانسحاب أخرين لم يستمر العمل على المشروع بشكل جيد ومنظم بسبب غياب وانشغال مؤسسه كما تعطّل الموقع الرسمي. فبادر أحد المطورين بتبني المشروع واستكمال كتابة أنظمته وبنائه وتطويره وفي عام 2009 تم إعادة احياء المشروع وتم تأسيس موقع جديد للمشروع وتغيير اسم البرنامج إلى بي بي بورد اختصاراً لـ Power Bulletin Board وتم طرح إعلان أول إصدار تجريبي للبرنامج رقم 2.0.0 بتاريخ 19-07-2009 تم المشاركة بتطويره بمساهمه فريق عمل صغير، وتوالت بعد ذلك تطويرات بي بي بوردواستمر بالتطور بشكل سريع على يد سليمان الشتيلي الذي استلم إدارة وتطوير المشروع من 2009 حتى أصبح على ماهو عليه الآن.

## تعريف
بي بي بورد هو برنامج إدارة منتديات تفاعلية حوارية مجاني، يصنف من البرمجيات الحرة ومفتوح المصدر، يقع تحت رخصة جنو جي بي أل، مكتوب بلغة بي أتش بي ويعتمد على محرّك قواعد البيانات ماي سيكويل. يتمتع بلوحة تحكم إدارية سهلة الاستخدام وعملية تنصيب مبسطة تُمكِّن من الحصول على منتدى مجاني جاهز خلال دقائق معدودة. كما أنه يتميز بالكم الهائل من المميزات القابلة للتخصيص والتعديل، بالإضافة إلى الواجهة المطابقة لمعايير الويب.
يتضمن برنامج بي بي بورد دمج بين تصميم معياري عالي المستوى بالإضافة إلى درجة أمان عالية، متعدد اللغات والمميزات من أهمها الخفة والحماية العالية والسرعة إضافة للوحة تحكم إدارة شاملة. مع وجود نظام الإضافات البرمجية، إضافة إلى دعم فني متواصل وتحديثات فورية للأخطاء. قوالب متعددة والعديد من الميزات المطلوبة التي تتوفر في أشهر برامج المنتديات الأخرى،

تأسس في عام 2009 وحقق الانتشار والنجاح خلال فترة قصيرة.

## الإصدارات
2.0.0 بتاريخ: 19-07-2009

2.1.0 بتاريخ: 01-08-2009

2.1.1 بتاريخ: 30-09-2009

2.1.2 بتاريخ: 18-09-2010

2.1.3 بتاريخ: 20-12-2010

2.1.4 بتاريخ: 10-07-2011

2.1.5 بتاريخ: 21-06-2012

3.0.0 بتاريخ: 19-05-2013

3.0.1 بتاريخ: 07-02-2014

3.0.2 بتاريخ: 26-11-2015

3.0.3 بتاريخ: 07-03-2019

3.0.4 بتاريخ: 21-02-2023